# Kasimir Edschmid
Œuvres principales
Kasimir Edschmid, de son vrai nom Eduard Schmid (5 octobre 1890 Darmstadt, Grand-duché de Hesse - 31 août 1966, Vulpera (de), Suisse) est un écrivain et poète allemand. C'est un représentant de l’expressionnisme littéraire allemand.

## Biographie
Edschmid fait des études en langues romanes à Munich, Giessen, Paris et Strasbourg où se lie d'amitié avec René Schickele et Ernst Stadler. Ses premiers textes expressionnistes paraissent dans la revue éditée par Schickele, die Weißen Blätter. En 1915, avec la parution du recueil de nouvelles Die sechs Mündungen, il devient l'un des auteurs les plus en vue de l'expressionnisme littéraire.
Après la fin du mouvement expressionniste, au début des années 1920, il voyage beaucoup, avec Erna Pinner, une artiste de Francfort avec laquelle il a une relation durant 16 ans. Ces voyages donnent lieu à de nombreux récits écrits par Kasimir Edschmid et illustrés par les dessins et photographies d'Erna Pinner, comme Zur Naturgeschichte der Antilopen en 1923, Der Russenzoo. Tierskizzen en 1926, et Tiere, Mädchen und Antilopenjagd am Nil en 1928. En 1928, son Sport um Gagaly est le premier roman allemand ayant pour thème le sport.

## Ouvrages
- 1915, Das rasende Leben, nouvelle, Der jüngste Tag, Kurt Wolff Verlag
- 1915, Die sechs Mündungen, nouvelles, Kurt Wolff Verlag
- 1916 Timur, nouvelles, Kurt Wolff Verlag
- 1920, die doppelköpfige Nymphe, essais sur la littérature expressionniste, Paul Cassirer
- 1928, Sport um Gagaly, roman